# Inkorporering
I sprogvidenskab betegner inkorporering et tilfælde hvor et ord bliver tæt forbundet til et udsagnsord.
I dansk siges inkorporering at ske ved visse udsagnsord og navneord i nøgen form (dvs. uden artikel),
for eksempel "læse avis" og "gå tur".
Inkorporering siges også at kunne ske med navneord i flertal og med masseord, for eksempel "male huse" og "spise grød".